# Irwiniella nuba
Irwiniella nuba är en tvåvingeart som först beskrevs av Christian Rudolph Wilhelm Wiedemann 1828.  Irwiniella nuba ingår i släktet Irwiniella och familjen stilettflugor. Inga underarter finns listade i Catalogue of Life.